# Crisia inflata
Crisia inflata är en mossdjursart som beskrevs av Campbell Easter Waters 1914. Crisia inflata ingår i släktet Crisia och familjen Crisiidae. Inga underarter finns listade i Catalogue of Life.